# Cameron Bairstow
Cameron David Bairstow (Brisbane, 7 dicembre 1990) è un ex cestista australiano.

## Carriera
È stato selezionato dai Chicago Bulls al secondo giro del Draft NBA 2014 (49ª scelta assoluta).
Con l'Australia ha disputato i Giochi olimpici di Rio de Janeiro 2016, i Campionati mondiali del 2014 e due edizioni dei Campionati oceaniani (2013, 2015).